# Orchies
Orchies (niederländisch Oorschie) ist eine französische Gemeinde mit 8.390 Einwohnern (1. Januar 2022) im Département Nord in der Region Hauts-de-France. Sie gehört zum Arrondissement Douai und zum Kanton Orchies.

## Geographie
Die Stadt Orchies liegt 17 Kilometer nordöstlich von Douai und acht Kilometer von der Grenze zu Belgien entfernt. An der nördlichen und östlichen Grenze verläuft das Fließgewässer Courant de l’Hôpital. Durch Orchies führt die Autoroute A23.
Nachbargemeinden von Orchies sind Nomain im Norden, Landas im Osten, Beuvry-la-Forêt im Südosten, Bouvignies im Süden, Coutiches im Südwesten sowie Auchy-lez-Orchies im Westen.

## Geschichte
1297 wurde die Stadt von Philipp IV. erobert. 1305 war die offizielle Angliederung  zu Frankreich. Trotzdem wurde die Stadt 1370 an die Grafschaft Flandern zurückgegeben. 1477 wurde sie von Ludwig XI. geplündert. 1668 war sie noch einmal an Frankreich angegliedert. Während der Französischen Revolution wechselte die Stadt mehrmals den Besitzer. Im Ersten Weltkrieg wurde Orchies Ende September 1914 von deutschen Truppen als Vergeltungsmaßnahme gänzlich zerstört.

## Bevölkerungsentwicklung
| Jahr                       | 1962 | 1968 | 1975 | 1982 | 1990 | 1999 | 2010 | 2020 |
| Einwohner                  | 5863 | 5972 | 5756 | 5587 | 6645 | 7472 | 8178 | 8529 |
| Quellen: Cassini und INSEE |      |      |      |      |      |      |      |      |

## Sehenswürdigkeiten

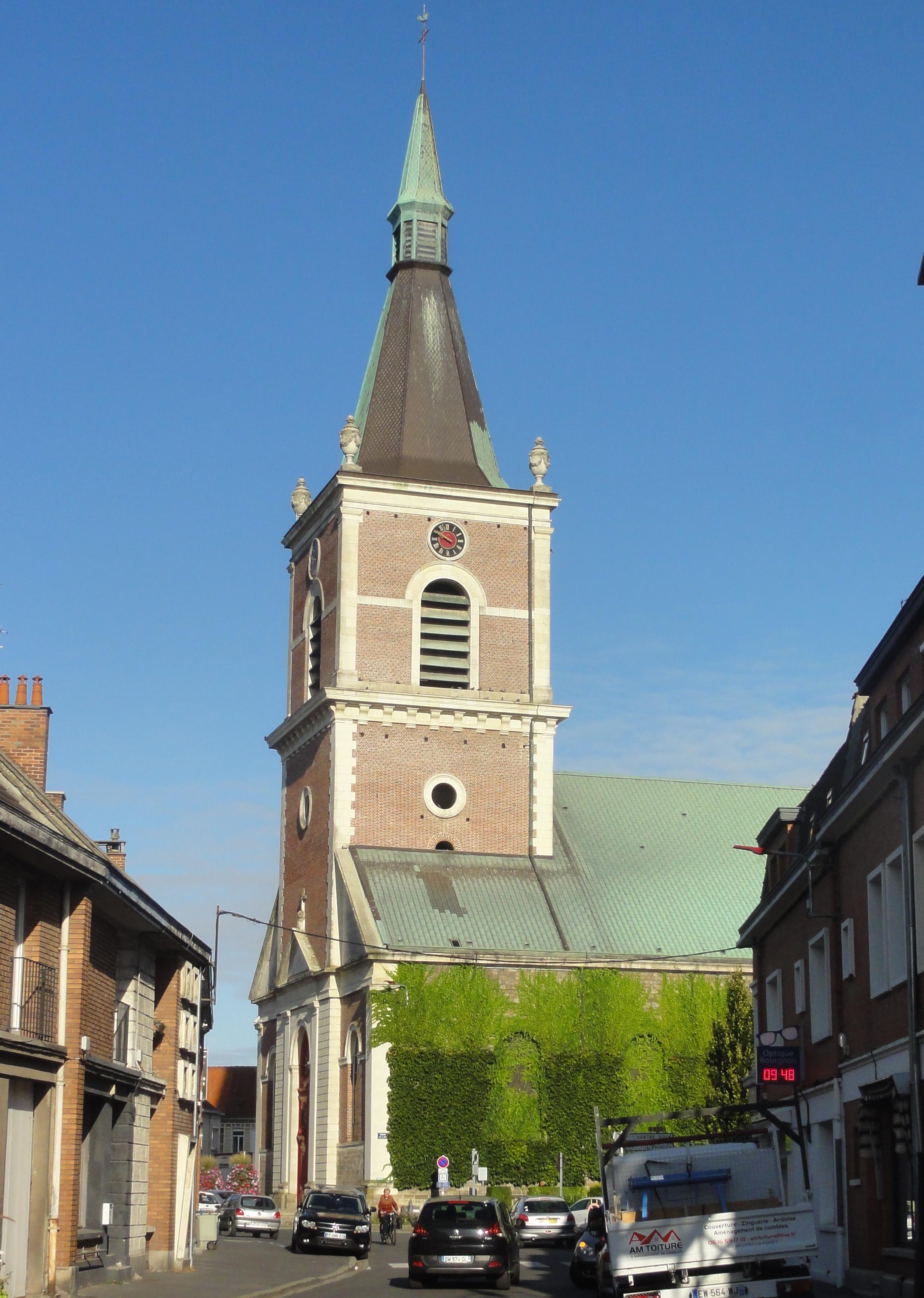
Kirche Mariä Himmelfahrt
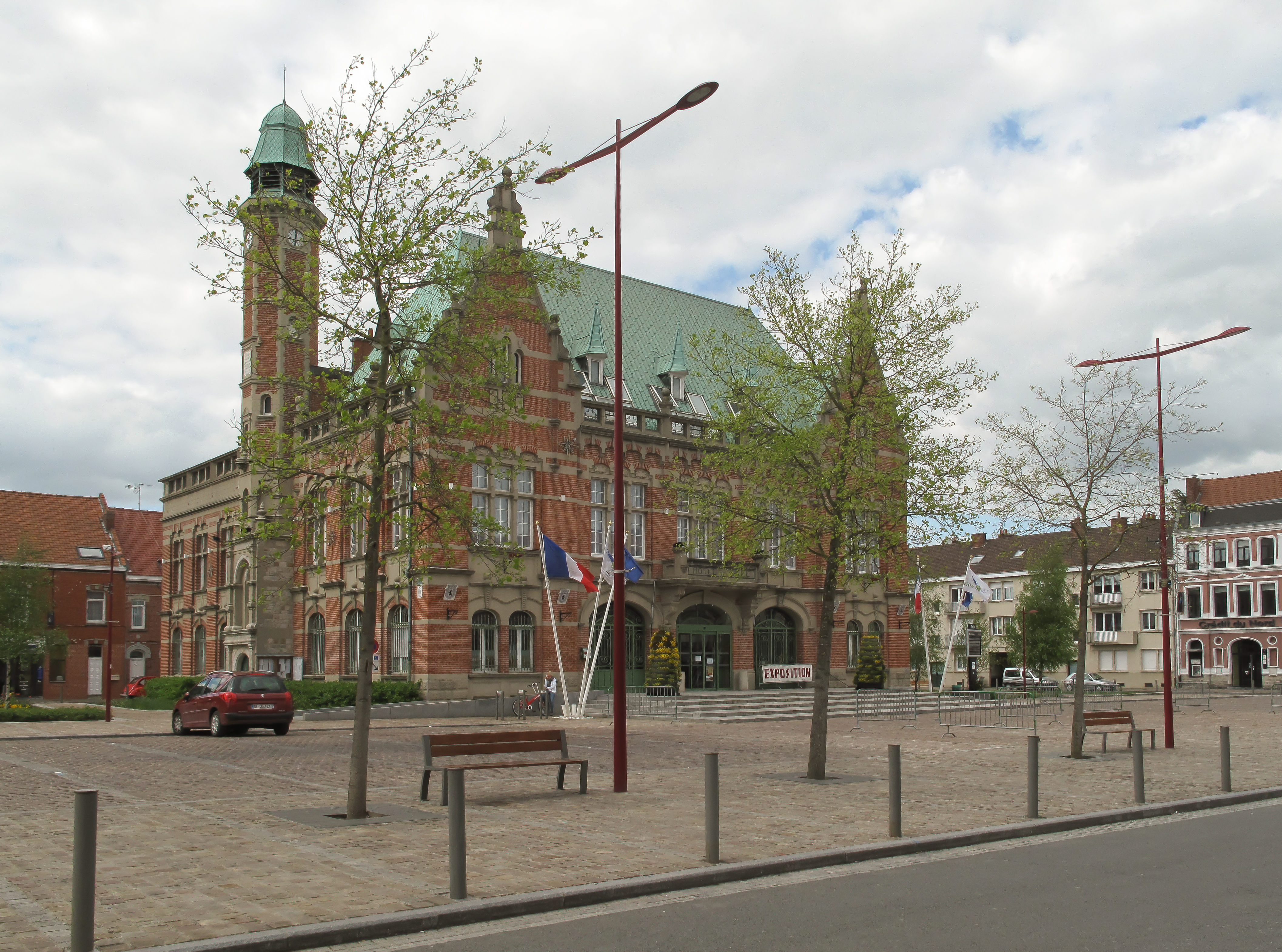
Rathaus (Hôtel de ville)
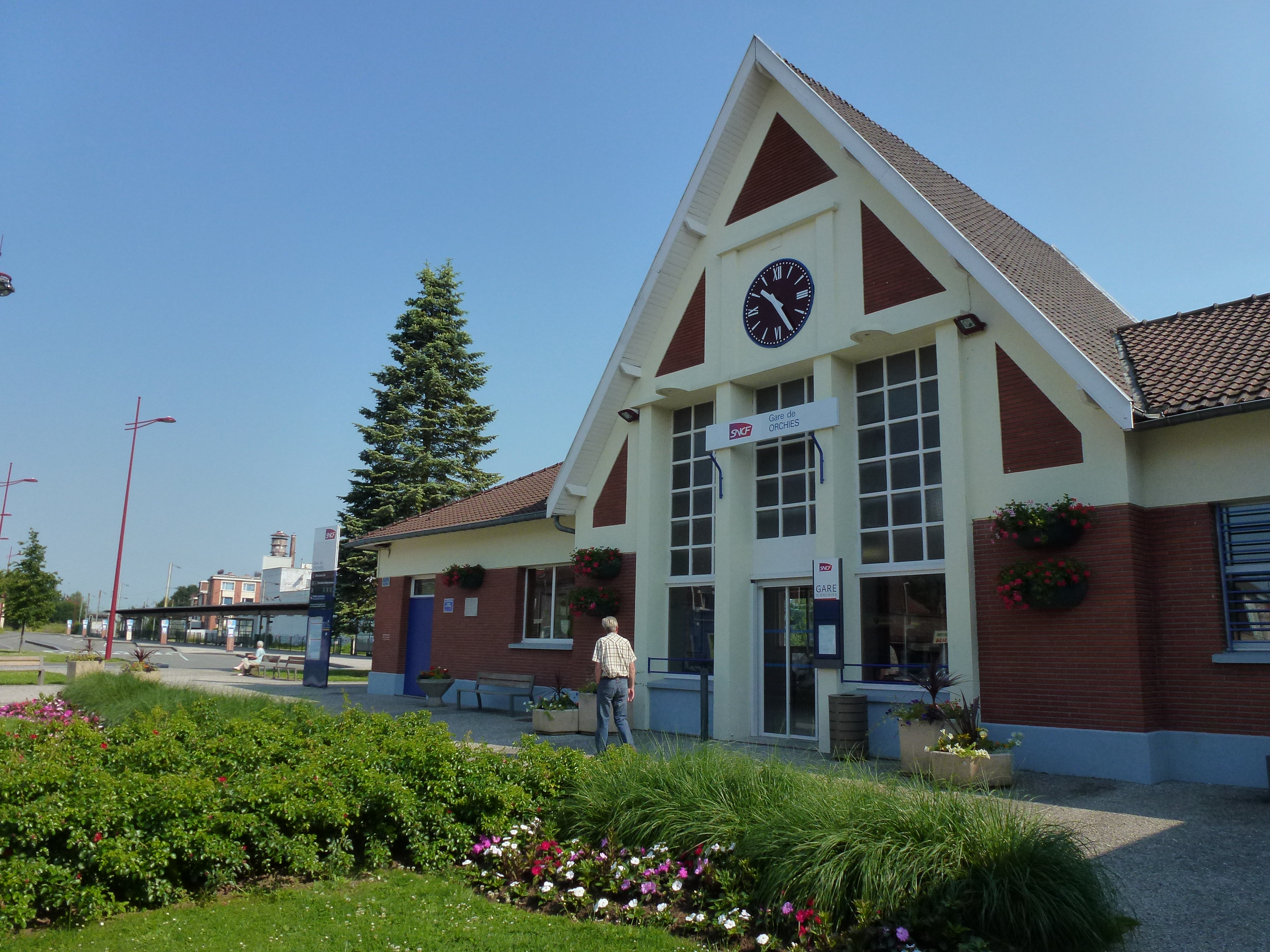
Bahnhof Orchies
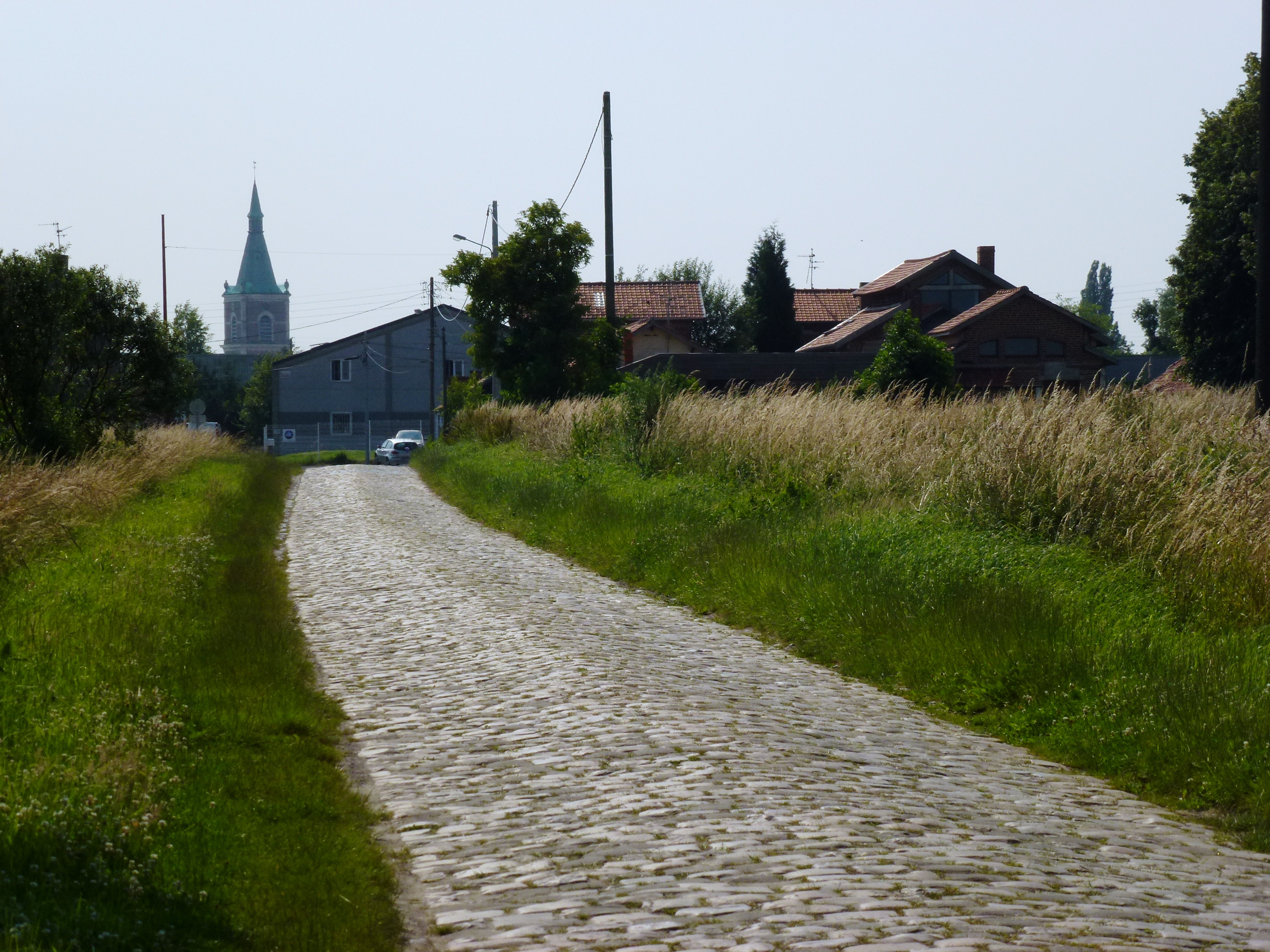
Kopfsteinpflasterstraße bei Orchies
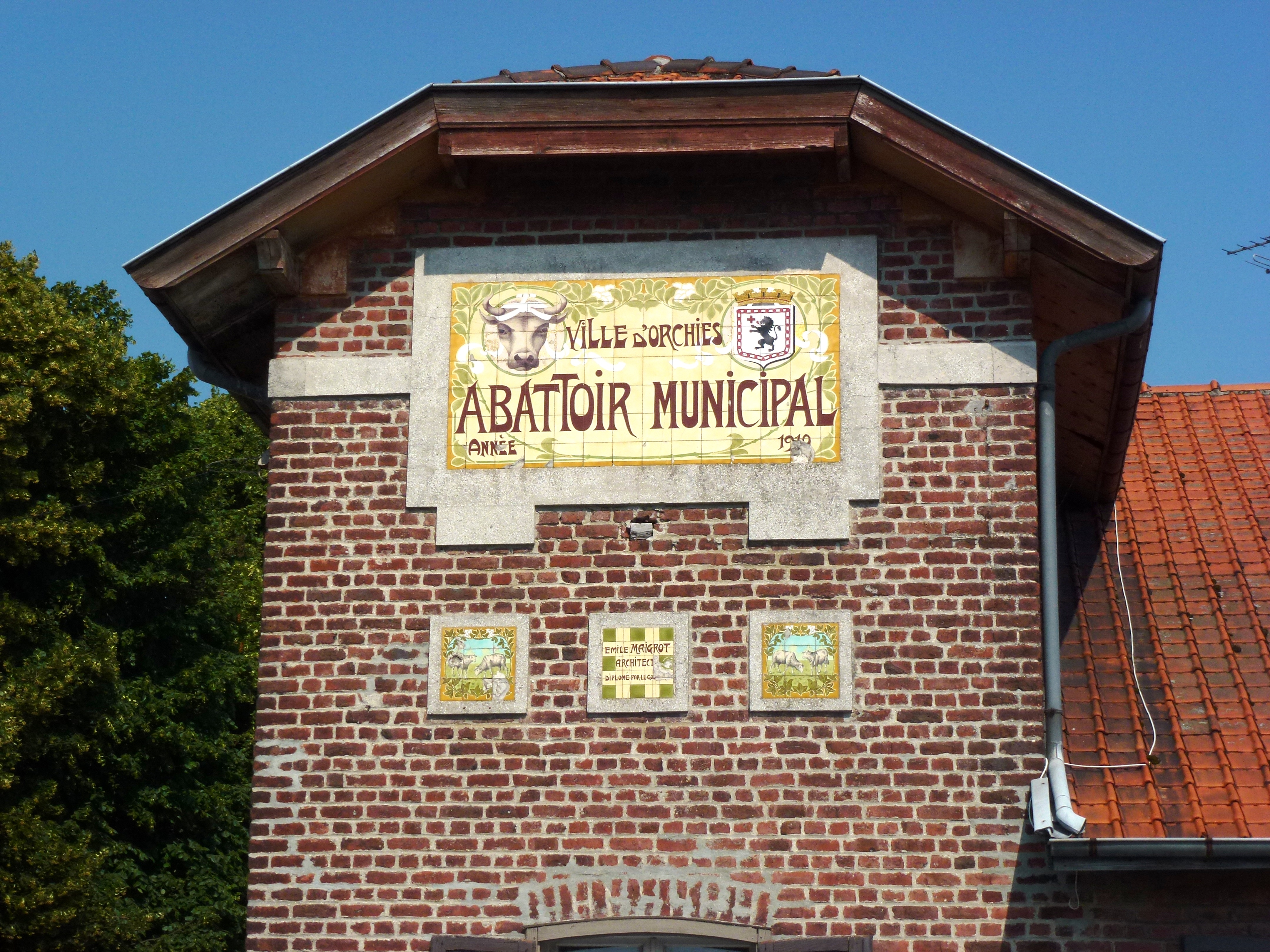
Schlachthof

- Kirche Mariä Himmelfahrt
- Rathaus Orchies
- Bahnhof Orchies
- Kopfsteinpflasterstraße bei Orchies
- Schlachthof

## Wirtschaft
In Orchies befindet sich der Firmensitz von Leroux. Diese über 150 Jahre alte Firma ist der Marktführer für die Herstellung und den Vertrieb von Produkten aus der Gemeinen Wegwarte, auch als Zichorie bekannt. So z. B. Kaffeesurrogate ähnlich dem Caro-Kaffee aus Deutschland.

## Städtepartnerschaft
Orchies unterhält eine Städtepartnerschaft mit Kelso in Schottland.

## Persönlichkeiten
- Valérie Létard (* 1962), Politikerin